# Кип (приток Иртыша)
Кип — река в России, протекает по Омской области. Устье реки находится в 1091 км по левому берегу реки Иртыш. Длина реки составляет 49 км.

## Притоки
- Кучевера (лв)
- 31 км: Ербаш (пр)

## Данные водного реестра
По данным государственного водного реестра России относится к Иртышскому бассейновому округу, водохозяйственный участок реки — Иртыш от впадения реки Омь до впадения реки Ишим, без реки Оша, речной подбассейн реки — бассейны притоков Иртыша до впадения Ишима. Речной бассейн реки — Иртыш.
Код объекта в государственном водном реестре — 14010100312115300007970.